# Yu Dabao
Yu Dabao (en chino tradicional: 於大寶; en chino simplificado: 于大宝; pinyin: Yú Dàbǎo; Qingdao, Shandong, 18 de abril de 1988) es un exfutbolista chino que juega como defensa y delantero.

## Selección nacional
Debutó con China el 18 de diciembre de 2010 en una victoria por 3-0 ante Estonia. Su primer gol internacional lo anotó el 22 de febrero de 2012 en una victoria por 2-0 ante Kuwait. Su primer gol en un partido oficial fue el 29 de febrero de 2012 en una victoria por 3-1 ante Jordania por la clasificación de AFC para la Copa Mundial de Fútbol de 2014.

## Clubes
| Club                                 | País     | Año       |
| ------------------------------------ | -------- | --------- |
| Qingdao Hailifeng                    | China    | 2004-2006 |
| S. L. Benfica                        | Portugal | 2007-2009 |
| → Desportivo Aves (cedido)           | Portugal | 2007      |
| → C. D. Olivais e Moscavide (cedido) | Portugal | 2008      |
| → C. D. Mafra (cedido)               | Portugal | 2009      |
| Tianjin Teda                         | China    | 2010-2011 |
| Dalian Aerbin                        | China    | 2012-2014 |
| Beijing Guoan                        | China    | 2015-2024 |

## Palmarés

### Títulos nacionales
| Título        | Club          | País  | Año  |
| ------------- | ------------- | ----- | ---- |
| Copa de China | Tianjin Teda  | China | 2011 |
| Copa de China | Beijing Guoan | China | 2018 |

### Títulos internacionales
| Título                      | Equipo       | Sede  | Año  |
| --------------------------- | ------------ | ----- | ---- |
| Campeonato Sub-17 de la AFC | China sub-17 | Japón | 2004 |